# Лещинский, Ростислав Самуилович
Ростислав Самуилович Лещинский (род. 5 декабря 1957, Киев, Украинская ССР, СССР) — украинский советский спортсмен (шашки), бронзовый призёр чемпионата мира по бразильским шашкам 1987 года. Чемпион Европы по международным шашкам 1977 года. Призёр чемпионатов СССР по международным шашкам 1976, 1978, 1982, 1985 годов. Международный гроссмейстер. Автор нескольких книг по шашкам.

## Биография
Ростислав Лещинский начал заниматься русскими шашками в одиннадцать лет в шашечном кружке Дома пионеров Жовтневого района Киева у тренера Б. Г. Фоменко. В 1972 году стал мастером спорта СССР. В 1973 году начинает заниматься международными шашками и выполняет норму мастера спорта. На чемпионате Европы 1977 года занимает первое место. Дебютировал на чемпионате мира 1980 года, проводившемся в столице Мали Бамако, где разделил шестое—седьмое места. В этом же году получает звание гроссмейстера СССР и международного гроссмейстера. В 1980 году заканчивает Киевский государственный педагогический институт имени А. М. Горького. В 1987 году становится бронзовым призёром чемпионата мира по бразильским шашкам.